# Platja del Cabo
La Platja del Cap està en el concejo de Valdés, en l'occident del Principat d'Astúries (Espanya) i pertany al poble de Busto. Forma part de la Costa Occidental d'Astúries i està emmarcada en el Paisatge protegit de la Costa Occidental d'Astúries.

## Descripció
La seva forma és lineal, té una longitud d'uns 200 m i una amplària mitjana de 30 m. L'entorn és pràcticament verge i una perillositat mitjana. El jaç està format per palets i molt poques zones de sorres gruixudes i gruixudes. L'ocupació i urbanització són escasses.
Per accedir a la part superior dels penya-segats de la platja, no té accés a peu, cal arribar fins al poble de Busto que està sota el penya-segat sobre el qual està el far Busto. Encara que no es pugui baixar fins a la platja, val la pena apropar-se a veure-la doncs les vistes des del penya-segat són espectaculars.